# Microcénose
La microcénose (ou microbiocénose) est un regroupement de toutes les formes microbiotiques présentes dans la biocénose.